# サイオブレード
『サイオブレード』(PSY-O-BLADE) は、T&Eソフトより1988年に発売された日本のパーソナルコンピュータ用アドベンチャーゲームである。後にメガドライブにも移植された。
近未来SFアドベンチャーゲームで、地上と宇宙船内の2人の主人公の物語が同時に進行していく。
エンディングは、表のヒーローであるキースと、裏のヒーローであるヒューイへの社会的賞賛の差を暗示する風刺的なものになっている。
なお、メガドライブ版はパソコン版の地球編が省略され、宇宙編のみの内容になっている。
システムは当時としては一般的な、「行動選択→対象物選択」ではなく、「対象物選択→行動選択」となっている。ユーザーデバイスは主にマウスを想定しているほか、キーボードなどでの操作も可能である。
フロッピーディスクでのソフトウェア供給が一般的だった当時にあって、全シーンにアニメーション処理を行った点が最大の売りだった。RAM容量が少ない上にメディアがフロッピーディスクであるため、現代の水準から見れば動きはぎこちない。
ハードウェアプロテクトとして、ボタンを押すと曲を奏でるメロディーモジュールなるものが付属しており、これを使用しなければエンディングにたどり着くことは非常に困難である。
そのため、プロジェクトEGGでのWindows移植版では同様のシステムがソフト内に組み込まれている。
ゲーム終盤には3D表示された巨大な迷宮をウィザードリィのように探索していくシチュエーションがあり、また、ゴールの場所が不確定なため、非常に難易度が高かった。プレイヤーにはゴールまでの距離の情報のみが与えられるため、たとえプレイヤーがマップを持っていたとしてもやはりなかなか難しい。もっとも、中学校レベルの数学知識とマップがあれば、ゴールの場所はほぼ一意に定まる。
ゲーム中に若干のお色気シーンがある。
BGMはクラシックをアレンジした物が多数使用されている。MSX2版はFM-PACに対応。

## ストーリー
2101年、太陽系から6光年彼方のへびつかい座バーナード星に恒星間有人探査機「セプテミウス2」が到着した。人類はついに恒星間航行を成し遂げ、太陽系外の地に降り立った。
しかしその帰途、メインコンピュータ「ラクーン」の不可解なメッセージを最後にセプテミウス2は徐々に航路を外れていった。宇宙省は、キース・マクダネルをはじめとする8名のスタッフを乗せた救命艇「キャサワリー」を派遣した。
その時地上では、「ラクーン」の設計者であり、ニューロコンピュータの最高権威でもあるシュルツ博士が、何者かに拉致される。彼の救出のため、キューバ沖のサウスハチェット島に連邦情報局工作員ヒューイ・マークフィールドが派遣された。

## 主な登場人物
キース・マクダネル
宇宙編での主人公。17歳、アメリカ国籍。宇宙船の航宙士。
ソフィア・ノイマン
キースとは実はちょっと気になる間柄のコンピュータ技師。17歳、カナダ国籍。
ロバート・グレン
主席航宙士で、キャサワリーではリーダーを務める。パッケージで両主人公とヒロインの後ろに正装で3人並んで立っている黒人のうちの一人。裕福な家柄に生まれつつも、宇宙への夢を絶ちきれなかった。29歳、アメリカ国籍。髪型は無造作ヘアー。
ボブ・ハスラム
ナビゲーター。パッケージの3人の黒人のうちの一人。髪型はオールバック。27歳、イタリア国籍。
マイケル・ウォード
セプテミウス2のエンジン設計者のひとり。宇宙工学技士。パッケージの黒人の一人。髪型はやや七三分け傾向。
ヒューイ・マークフィールド
地上編での主人公。連邦情報局工作員。アメリカ国籍。
ルイス・ブルーデル
連邦情報局工作員。サウスハチェット島での内偵活動に従事。28歳、アメリカ国籍。

## 音楽

### サウンドトラック
T&E SOFT ゲーム・ミュージック SCENE 1（ CD / CT）
スーパーレイドック、レイドック2、あーぱーみゃーどっくの楽曲も収録。

## 移植版
| No. | タイトル       | 発売日         | 対応機種             | 開発元               | 発売元             | メディア                                                                    | 型式                      | 売上本数 | 備考                  |
| --- | -------------- | -------------- | -------------------- | -------------------- | ------------------ | --------------------------------------------------------------------------- | ------------------------- | -------- | --------------------- |
| 1   | サイオブレード | 1988年12月3日  | FM77AVシリーズ       | T&Eソフト            | T&Eソフト          | 3.5インチフロッピーディスク5枚組                                            | TEM-93                    | -        |                       |
| 2   | サイオブレード | 1988年12月17日 | X1turboシリーズ MSX2 | T&Eソフト            | T&Eソフト          | 5インチフロッピーディスク5枚組 (X1) 3.5インチフロッピーディスク3枚組 (MXS2) | TED-92 (X1) TEM-89 (MSX2) | -        |                       |
| 3   | サイオブレード | 1989年4月21日  | PC-9801              | T&Eソフト            | T&Eソフト          | 5/3.5インチフロッピーディスク2枚組                                          | TED-90 (5") TEM-91 (3.5") | -        |                       |
| 4   | サイオブレード | 1990年4月27日  | メガドライブ         | グラフィックリサーチ | シグマ商事         | 5メガビットロムカセット                                                     | T-26013                   | -        |                       |
| 4   | サイオブレード | 2001年11月24日 | Windows              | T&Eソフト            | エンターブレイン   | ダウンロード （プロジェクトEGG）                                            | -                         | -        | PC-9801版の移植       |
| 5   | サイオブレード | 2016年4月19日  | Windows              | T&Eソフト            | D4エンタープライズ | ダウンロード （プロジェクトEGG）                                            | -                         | -        | PC-9801版の移植       |
| 6   | サイオブレード | 2019年5月21日  | Windows              | T&Eソフト            | D4エンタープライズ | ダウンロード （プロジェクトEGG）                                            | -                         | -        | PC-8801版の移植       |
| 7   | サイオブレード | 2024年1月9日   | Windows              | T&Eソフト            | D4エンタープライズ | ダウンロード （プロジェクトEGG）                                            | -                         | -        | PC-8801mkIISR版の移植 |
| 8   | サイオブレード | 2024年11月12日 | Windows              | T&Eソフト            | D4エンタープライズ | ダウンロード （プロジェクトEGG）                                            | -                         | -        | MSX2版の移植          |

## 開発
当初は「ラクーン」というタイトルを予定していたが、市販薬の名前と偶然にも一致してしまい、泣く泣く「サイオブレード」に変更された。RACOONの文字に三日月（正確には左右逆で月齢27程度）をあしらったロゴもデザインされており、初期の広告にも掲載されていた。

## スタッフ
- プロデュース：横山俊朗
- ディレクト：横山英二
- シナリオ：TEAM RACCOON
- ゲーム・デザイン：中島健二
- プログラム：西脇健太郎、小田芳郁
- サブ・プログラム：太田真一、萩原英世
- グラフィック：中島健二、三浦かよ子、YOSHINORI MASUDA、AKIMICHI MORIBE、早瀬孝子
- ミュージック・アレンジ：長谷川和伯、富田茂
- スペシャル・サンクス：もりざねかつし、内藤時浩、KOUJI UEMURA、吉川泰生、佐藤直樹、KATSUHISA OHTA、青山悟、YUUICHIRO INENAGA
- エディット：倉石政範

## 評価
オリジナル版
ライターの青木聡は、ムック『このレトロゲームを遊べ！』に寄せたレビューの中で、消息を絶った宇宙船のなぞに挑む2人のヒーローの活躍は映画を見ているようだと評している。
メガドライブ版
ゲーム誌『ファミコン通信』の「クロスレビュー」では合計20点（満40点）、「メガドライブFAN」の読者投票による「ゲーム通信簿」での評価は以下の通りとなっており、20.03点（満30点）となっている。また、同雑誌1991年7月15日号特別付録の「MEGADRIVE ALL CATALOG」では「このゲーム最大のウリは、全シーンがアニメ処理されていることだ。背景が何重にもスクロールしたり、画面上のキャラが動いたり、まるで映画を見ているかのようにストーリーが展開していく」と紹介されている。
| 項目 | キャラクタ | 音楽 | 操作性 | 熱中度 | お買得度 | オリジナリティ | 総合  |
| 得点 | 3.61       | 3.48 | 3.32   | 3.37   | 2.98     | 3.27           | 20.03 |